# لا أريد لهذي القصيدة أن تنتهي
لا أريد لهذي القصيدة أن تنتهي، مجموعة شعرية من مؤلفات الشاعر العربي الفلسطيني محمود درويش، صدرت في عام 2009، عن رياض الريس للكتب والنشر في بيروت، لبنان.